# Näsnabbarna
Näsnabbarna este o arie protejată (arie specială de conservare — SAC, sit de importanță comunitară — SCI) din Suedia întinsă pe o suprafață de 21,3 ha, integral pe uscat.

## Localizare
Centrul sitului Näsnabbarna este situat la coordonatele 56°01′09″N 14°35′16″E / 56.0193°N 14.5877°E.

## Înființare
Situl Näsnabbarna a fost declarat sit de importanță comunitară în mai 2001 pentru a proteja 1 specie de animale. Situl a fost protejat și ca arie specială de conservare în martie 2011.

## Biodiversitate
Situată în ecoregiunile continentală și marină baltică, aria protejată conține 1 habitat natural: Pajiști uscate seminaturale și facies de acoperire cu tufișuri pe substraturi calcaroase (Festuco-Brometalia) (* situri importante pentru orhidee).
La baza desemnării sitului se află o specie protejată de  nevertebrate: Vertigo angustior.